# Massicus theresae
Massicus theresae là một loài bọ cánh cứng trong họ Cerambycidae.